# Crodogango de Sées
Crodogango, Godegrand o Chrodegang (f. Almenêches, 775), fue hermano gemelo de Oportuna y el decimoquinto obispo de Sées.
Nacido en Exmes, capital de Hiémois, fue asesinado por un pariente celoso en 775 en el camino de Almenêches cuando regresaba de una peregrinación a la tumba de los apóstoles Pedro y Pablo.
Un crucero se encuentra en el campo de Nonant-le-Pin en el lugar de su martirio. La iglesia de Almenêches alberga una reliquia. El cráneo del santo está depositado en la iglesia de L'Isle-Adam.
Las organizaciones benéficas de Echauffour lo eligieron como patrón de su hermandad.
Había adquirido la reputación de ser "el ojo del ciego, el pie del cojo, el padre de los pobres, el sostén de los hambrientos".